# Otto Heinrich Friedrich von Borch
Otto Heinrich Friedrich von Borch (* 4. April 1723 auf Gräben; † 27. März 1799 in Magdeburg) war ein preußischer Generalmajor, Regimentschef sowie Erbherr auf Gräben und Wendlobbese.

## Leben
Seine Eltern waren Johann Christoph von Borch (* 7. September 1691; † 7. Juni 1751) und dessen Ehefrau Dorothea Sidonie, geborene von Borch († 12. Juli 1761) aus dem Haus Gräben, verwitwete von Thümen. Sein Vater war preußischer Leutnant im Infanterieregiment „Jung-Bornstedt“ sowie Erbherr auf Gräben im Herzogtum Magdeburg.
1740 kam Borch als Freikorporal zum Infanterieregiment „Graevenitz“. Mit dem Regiment marschierte er 1740 im Rahmen des Ersten Schlesischen Kriegs nach Schlesien. Am 10. April 1741 führte er die Fahne des Regiments in der Schlacht bei Mollwitz, als eine Musketenkugel die Fahnenstange zerschlug, ohne ihn zu verletzen. Er kam danach zum Belagerung von Brieg. Im Jahr 1743 wurde er Fähnrich. Im zweiten Schlesischen Krieg kämpfte er in der Schlacht bei Hohenfriedberg, bei Habelschwerdt und Braunau, sowie bei Kesselsdorf. Alle Kämpfe überstand er unverletzt. Am 10. Oktober 1746 wurde er Sekondeleutnant. Im Jahr (1756?) wurde er Leutnant und in der Schlacht bei Lobositz an der Schulter verletzt. Bei Kolin erhielt er einen Schuss in die Lende, geriet in österreichische Gefangenschaft und wurde in Krens interniert. Im Frühjahr 1758 wurde er ausgetauscht und kam zu seinem Regiment zurück. Danach nahm er an der Belagerung von Olmütz und an der Schlacht bei Hochkirch teil. Während dieser Schlacht erhielt er einen Hieb an den Kopf und geriet wieder in Gefangenschaft. Er kam nach Mähren und wurde bereits acht Wochen später wieder ausgetauscht. Er wurde in dieser Zeit am 3. Februar 1759 zum Kapitän befördert und erhielt nach seiner Rückkehr seine eigene Kompanie. Damit nahm er an der Schlacht bei Torgau teil, wo er von einer Kartätschenkugel an der Schulter getroffen wurde. Im Gefecht bei Töplitz 1761 wurde ihm das Pferd unter dem Leib erschossen. In dem Gefecht bewährte er sich schon mit den Aufgaben eines Majors (aber ohne den formalen Rang). In der Schlacht bei Freiberg konnte er sich wieder auszeichnen: Die Österreicher hatten ein Gehölz besetzt und auf seiner linken Flanke eine Schanze mit sechs Kanonen errichtet. Von dort wurde das Regiment „Stutterheim“ unter Feuer genommen. Ohne höheren Befehl nahm Borch die Division und führte sie persönlich gegen die Schanze. Es gelang ihnen, die Schanze zu stürmen und die Kanonen zu erobern. Dazu wurden ein Hauptmann gefangen und mehrere Munitionswagen erobert. Dafür wurde er von Prinz Heinrich besonders gelobt.
1768 wurde er Major und am 31. Mai 1773 Oberstleutnant. Den Orden Pour le Mérite erhielt er 1774. Während des Bayrischen Erbfolgekriegs wurde er zum Regiment „Saldern“ versetzt. Am 9. Juni 1779 wurde er Oberst und am 20. Mai 1787 Generalmajor. Am 1. Juni 1788 erhielt er vom König das Regiment „Schwarz“ in Neisse. 1794 gab er sein Regiment ab und starb 1799 in Magdeburg.
Borch war seit 1767 mit Helene Ludmilla von Dachröden (* 21. Februar 1736) verheiratet. Sie war die Tochter des Regierungspräsidenten Karl Friedrich von Dachröden († 1741) und Schwester des Juristen Karl Friedrich von Dacheröden. Mit ihr hatte er drei Söhne und drei Töchter, darunter Charlotte Henriette Sophie (* 31. Oktober 1773; † 25. November 1838), verheiratet mit Rudolf Gustav (II.) von Benningsen (* 26. Juni 1770; † 22. Juni 1809), Begründer der Linie Bennigsen-Foerder.